# Phad
Phad (gamma Ursae Majoris) is een heldere ster in het sterrenbeeld Grote Beer (Ursa Major). De naam van de ster, die in diverse spellingsvariaties bestaat, is afgeleid van het Arabisch فخذ fakhdh [faxð], "dij" (van de Grote beer). De ster met spectraalklasse A0V heeft een afstand van 83,18 lichtjaar.
Op een afstand van 38,5 boogminuten van Phad is met een telescoop het melkwegstelsel M109 te vinden.